# Cophoscincopus simulans
Espèce
Synonymes
- Cophoscincus simulans Vaillant, 1884

Statut de conservation UICN

 LC  : Préoccupation mineure
Cophoscincopus simulans est une espèce de sauriens de la famille des Scincidae.

## Répartition
Cette espèce se rencontre dans le sud de la Guinée, en Sierra Leone, au Liberia, en Côte d'Ivoire, au Ghana et au Togo.

## Publication originale
- Vaillant, 1884 : Note sur une collection de Reptiles rapporté d'Assinie par M. Chaper. Bulletin de la Société philomathique de Paris, sér. 7, vol. 8, p. 168-171 (texte intégral).